# Billedmanipulation
Billedmanipulation er som ordet antyder manipulation (ændring) af billeder. Med moderne computerteknologi er det nemt at lave utroligt overbevisende billeder. 
Billedmanipulation kan anvendes til flere formål. Billedmanipulation kan benyttes til eksempelvis at fjerne "røde øjne" på portrætter eller til at få billeder til at fremstå mere skarpt eller fjerne distraherende objekter. Langt de fleste professionelle billeder er i dag manipuleret ved hjælp af et billedbehandlingsprogram som eksempelvis photoshop. 
Billedmanipulation kan dog også anvendes i forsøget på at lade et billede dokumentere en bestemt faktum eller at underbygge en mere eller mindre urigtig opfattelse. Billedmanipulation er fra tidligt i fotografiets historie været en hyppigt benyttet metode til at misininformere om faktiske forhold. Kendte eksempler er Nazi-Tysklands og Sovjetunionens mere eller mindre vellykkede propagandabilleder, men billedmanipulation benyttes den dag i dag ofte til propagandaformål.